# Teorema del gravitone molle

Scattering di n particelle in entrata e m in uscita con un gravitone uscente aggiunto a una gamba in uscita.

In fisica, il teorema del gravitone molle (soft in inglese), formulato la prima volta da Steven Weinberg nel 1965, permette di calcolare la matrice S, usata nel calcolo dell'esito degli urti tra particelle, quando entrano in gioco gravitoni a bassa energia (molli).
In particolare, se in una collisione tra n particelle entranti da cui scaturiscono m particelle uscenti, l'esito della collisione dipende da una certa matrice S, aggiungendo uno o più gravitoni alle n + m particelle, la matrice S risultante (sia S') differisce dalla S iniziale soltanto per un fattore che non dipende in alcun modo, se non per il momento, dal tipo di particelle a cui i gravitoni si accoppiano.
Il teorema vale anche mettendo dei fotoni al posto dei gravitoni, ottenendo così un corrispondente teorema del fotone molle.
Il teorema viene usato nell'ambito dei tentativi di formulare una teoria della gravità quantistica sotto forma di teoria quantistica perturbativa, cioè come approssimazione di una possibile, non ancora nota, teoria esatta della gravità quantistica.
Nel 2014 Andrew Strominger e Freddy Cachazo hanno esteso il teorema relativo al gravitone aggiungendo un termine che ne permette l'invarianza di gauge per rotazioni, garantendo la conservazione globale del momento angolare, invece dell'invarianza di gauge conseguente alla sola conservazione globale del momento lineare, come nella versione scoperta da Weinberg. Tale estensione è associata all'effetto memoria gravitazionale di spin.

## Formulazione
Date delle particelle la cui interazione è descritta da una certa matrice S iniziale, aggiungendo un gravitone molle (cioè la cui energia è trascurabile rispetto all'energia delle altre particelle) che si accoppia a una delle particelle in entrata o uscita, la risultante matrice S' è
{\displaystyle {\cal {S}}'={\sqrt {8\pi G}}{\frac {\eta p^{\mu }p^{\nu }\epsilon _{\mu \nu }}{p\cdot p_{G}-i\eta \varepsilon }}{\cal {S}}+O(p_{G}^{0})} ,
dove {\displaystyle G} è la costante gravitazionale, {\displaystyle p} è il momento della particella che interagisce con il gravitone,  {\displaystyle p_{G}} è il momento del gravitone, {\displaystyle \epsilon _{\mu \nu }} è la sua polarizzazione e il fattore {\displaystyle \eta } è uguale a 1 per le particelle uscenti e a -1 per quelle entranti.
La formula deriva da uno sviluppo in serie e l'ultimo termine con la O grande indica che termini di ordine superiore non sono considerati.
Nel caso di più gravitoni molli coinvolti, il fattore davanti a S è la somma dei fattori dovuti a ogni singolo gravitone.
Se al posto del gravitone si aggiunge un fotone molle (la cui energia è trascurabile rispetto all'energia delle altre particelle), la risultante matrice S' è
{\displaystyle {\cal {S}}'={\frac {\eta qp\cdot \epsilon }{p\cdot p_{\gamma }-i\eta \varepsilon }}{\cal {S}}+O(p_{\gamma }^{0})} ,
con gli stessi parametri di prima ma con {\displaystyle p_{\gamma }} momento del fotone, {\displaystyle \epsilon } la sua polarizzazione e {\displaystyle q} la carica della particella accoppiata al fotone.
Come sopra, nel caso di più fotoni occorre sommare i corrispondenti termini.

### Estensione al termine successivo
Volendo estendere lo sviluppo della formula al termine successivo, Andrew Strominger e Freddy Cachazo hanno dimostrato che per il gravitone vale la seguente relazione:
{\displaystyle {\cal {S}}'={\sqrt {8\pi G}}{\frac {\eta p^{\mu }p^{\nu }\epsilon _{\mu \nu }}{p\cdot p_{G}-i\eta \varepsilon }}{\cal {S}}-i{\sqrt {8\pi G}}{\frac {\eta p^{\mu }({p_{G}}_{\rho }J^{\rho \nu })\epsilon _{\mu \nu }}{p\cdot p_{G}-i\eta \varepsilon }}{\cal {S}}+O(p_{G}^{1})},
dove {\displaystyle J^{\rho \nu }}rappresenta il momento angolare della particella che interagisce con il gravitone.